# Лестель-Бетаррам
Лесте́ль-Бетарра́м (фр. Lestelle-Bétharram) — коммуна во Франции, находится в регионе Аквитания. Департамент — Атлантические Пиренеи. Входит в состав кантона Валле-де-л’Ус и дю Лагуэн. Округ коммуны — По.
Код INSEE коммуны — 64339.

## География
Коммуна расположена приблизительно в 670 км к югу от Парижа, в 195 км южнее Бордо, в 23 км к юго-востоку от По.
На востоке коммуны протекает река Гав-де-По.

### Климат
Климат тёплый океанический. Зима мягкая, средняя температура января — от +5°С до +13°С, температуры ниже −10 °C бывают редко. Снег выпадает около 15 дней в году с ноября по апрель. Максимальная температура летом порядка 20-30 °C, выше 35 °C бывает очень редко. Количество осадков высокое, порядка 1100 мм в год. Характерна безветренная погода, сильные ветры очень редки.

## Население
Население коммуны на 2010 год составляло 843 человека.
| 1962 | 1968 | 1975 | 1982 | 1990 | 1999 | 2010 |
| ---- | ---- | ---- | ---- | ---- | ---- | ---- |
| 1157 | 1059 | 985  | 879  | 865  | 790  | 843  |

## Администрация
| Период | Период | Фамилия         | Партия | Примечания |
| ------ | ------ | --------------- | ------ | ---------- |
| 1995   | 2001   | Мишель Буйри    |        |            |
| 2001   | 2020   | Жан-Мари Бершон |        |            |

## Экономика
В 2010 году среди 483 человек трудоспособного возраста (15-64 лет) 338 были экономически активными, 145 — неактивными (показатель активности — 70,0 %, в 1999 году было 63,8 %). Из 338 активных жителей работали 291 человек (156 мужчин и 135 женщин), безработных было 47 (18 мужчин и 29 женщин). Среди 145 неактивных 54 человека были учениками или студентами, 56 — пенсионерами, 35 были неактивными по другим причинам.

## Достопримечательности
- Церковь Св. Иоанна Крестителя (XVIII век)
- Часовня Нотр-Дам (XVII век). Исторический памятник с 1989 года[4]
- Часовня св. Мишеля Гарикойца (1922 год). Исторический памятник с 1986 года[5]
- Мост через реку Гав-де-По. Исторический памятник с 1925 года[6]
- Монументальное распятие на площади Св. Иоанна (1841 год). Исторический памятник с 2002 года[7]
- Исторический музей

## Фотогалерея
- Мэрия
- Церковь Св. Иоанна Крестителя
- Интерьер церкви Св. Иоанна Крестителя
- Часовня Св. Мишеля Гарикойца
- Часовня Нотр-Дам
- Монументальное распятие
- Мост через реку Гав-де-По